# 테드 스티븐스 앵커리지 국제공항
테드 스티븐스 앵커리지 국제공항(영어: Ted Stevens Anchorage International Airport, IATA: ANC, ICAO: PANC)는 미국 알래스카주 앵커리지에 있는 공항이다. 앵커리지 도심에서 서남쪽으로 약 7km 떨어진 지점에 위치한다. 알래스카 주정부에서 운영을 맡고 있다.

## 역사
1951년에 앵커리지 국제공항으로 개항하였으며, 2000년 알래스카주 연방 상원의원으로 알래스카의 발전에 기여한 테드 스티븐스의 이름을 기념하여 공항 명칭에 테드 스티븐스를 추가하였다.
1960년대부터 이 공항에 대한 중간 기착 수요가 급증하여 활주로가 증설되고 터미널이 신축되었는데, 이는 동아시아 지역을 오고가는 항공 교통량이 증가했기 때문이다. 냉전의 영향으로 소련에서 서방 세계 항공사에 대해서는 영공을 개방하지 않았기 때문에, 북극 항공로를 이용한 동아시아와 미국, 서유럽을 연결하는 항공편의 중간 기착지로 급유 및 승무원 교대 등을 위해 이 공항이 널리 활용되었다. 또한, 당시에 운항 중인 여객기들의 항속 거리에 제한이 따르고 있었던 것도 이 곳이 중간 기착지로 번창한 이유였다. 대한항공의 유럽 노선들도 앵커리지에서 중간 기착한 후 파리 등지로 갔었다. 1983년 뉴욕 존 F. 케네디 국제공항을 출발, 서울 김포국제공항으로 향하다가 소련 요격기에 격추당한 대한항공 007편도 사건이 일어나기 전에 중간 급유를 위해 이 공항을 잠시 경유하였다. 당시 이 공항으로 동아시아, 유럽, 미국 본토를 연결하는 많은 여객기가 취항하며 세계 하늘의 십자로라는 별칭으로 알려졌었다.
그러나 1990년대 이후 자유와 개방의 물결로 소련이 영공을 전격 개방하면서 동아시아에서 직접 유럽으로 향하는 항로 이용이 가능해졌고, 항공기의 발달로 항속 거리가 늘어나 동아시아에서 논스톱으로 미국 동부까지 운항하는 직항노선의 개설도 가능해지면서 이 공항은 중간 기착지로서의 성격을 많이 잃었다. 현재는 동아시아와 연결되는 정기 여객편은 중화항공을 끝으로 완전히 없어졌으며 미국 국적사의 연결 노선은 모두 폐지되었고, 대한항공과 일본항공은 화물기만 운항하고 있다.
현재는 여객기에 비해 항속 거리가 짧아 중간 기착지가 필요한 화물기들이 적극적으로 이용 중이다. 화물 운송에서 그 위치상의 장점으로 아직도 매우 중요한 공항으로 남아 있으며, 대한항공의 화물편도 취항한다. 2008년 화물 운송 실적은 세계 5위였으며, 미국 내에서 멤피스 국제공항 다음가는 2위였다. 화물에서는 멤피스 국제공항과 함께 페덱스 익스프레스의 허브 공항이며, 여객에서 알래스카 지역을 중심으로 운항하는 알래스카 항공의 허브 공항이다. 여객 노선은 미국 본토에서 시애틀의 시애틀 터코마 국제공항과 연결되는 노선이 주가 되어 있으며, 이는 다시 알래스카 각지와 연결되는 알래스카의 가장 중요한 공항이다.

## 운항 노선

### 국제선
| 항공사      | 목적지               |
| ----------- | -------------------- |
| 콘도르      | 계절편: 프랑크푸르트 |
| 에어 캐나다 | 계절편: 밴쿠버       |
| 웨스트제트  | 계절편: 캘거리       |

### 국내선
| 항공사            | 목적지 |
| ----------------- | --- |
| 델타 항공         | 미니애폴리스, 시애틀(타코마) 계졀편: 디트로이트, 로스앤젤레스, 솔트레이크시티, 애틀랜타 |
| 선 컨트리 항공    | 계절편: 미니애폴리스 |
| 아메리칸 항공     | 계졀편: 댈러스(포트워스), 시카고(오헤어) |
| 알래스카 항공     | 놈, 데드호스, 딜링햄, 라스베가스, 로스앤젤레스, 베델, 시애틀(타코마), 시카고(오헤어), 아닥, 우티아그빅, 주노, 코디악, 코르도바, 코체부, 킹살먼, 페어뱅크스, 포틀랜드, 피닉스, 호놀룰루 계졀편: 덴버, 디트로이트, 미니애폴리스, 새크라멘토, 샌디에이고, 샌프란시스코, 솔트레이크시티, 카홀루이, 코나 |
| 유나이티드 항공   | 덴버 계절편: 워싱턴(덜레스), 뉴어크, 샌프란시스코, 시카고(오헤어), 휴스턴(인터콘티넨탈) |
| 하와이안 항공     | 계졀편: 시애틀(타코마) |
| 그랜트 에비에이션 | 케나이 |
| 알류샨 항공       | 샌드포인트, 어널래스카, 콜드베이, 킹살먼, 호머 |

### 화물 노선
| 항공사                                | 목적지 |
| ------------------------------------- | --- |
| 대한항공 카고                         | 서울(인천), 뉴욕(JFK), 댈러스(포트워스), 라스베이거스, 로스엔젤레스, 리마, 마이애미, 시애틀(타코마), 시카고(오헤어), 애틀랜타, 토론토, 캄피나스                             |
| 중국국제항공 카고                     | 베이징(서우두), 상하이(푸둥), 댈러스(포트워스), 시카고(오헤어) |
| 중국남방항공 카고                     | 상하이(푸둥), 시카고(오헤어), 정저우 |
| 중국화물항공                          | 상하이(푸둥), 시카고(오헤어), 애틀랜타 |
| 케세이퍼시픽 카고                     | 과달라하라, 뉴욕(JFK), 댈러스(포트워스), 로스앤젤레스, 마이애미, 멕시코시티, 밴쿠버, 샌프란시스코, 시카고(오헤어), 애틀랜타, 콜럼버스, 토론토(피어슨), 홍콩(첵랍콕), 휴스턴 |
| 일본화물항공                          | 뉴욕(JFK), 댈러스(포트워스), 도쿄(나리타), 시카고(오헤어) |
| 중화항공 카고                         | 타이페이(도원), 뉴욕(JFK), 댈러스(포트워스), 로스앤젤레스, 마이애미, 샌프란시스코, 시카고(오헤어), 애틀랜타, 오사카(간사이), 휴스턴                                         |
| 에바항공 카고                         | 타이페이(도원), 뉴욕(JFK), 댈러스(포트워스), 로스앤젤레스, 밴쿠버, 샌프란시스코, 시애틀(타코마), 시카고(오헤어), 애틀랜타, 오사카(간사이)                                   |
| 싱가포르 항공 카고                    | 난징, 댈러스(포트워스), 로스엔젤레스, 샤먼, 싱가포르, 홍콩(첵랍콕) |
| 에티하드 크리스탈 카고                | 아부다비, 홍콩(첵랍콕) |
| 카고룩스                              | 로스엔젤레스, 홍콩(첵랍콕) |
| 볼가 드네포르 항공                    | 몬트리올(미라벨) |
| 에어브리지 카고 에어                  | 로스엔젤레스, 모스크바(셰레메티예보), 상하이(푸둥), 시카고(오헤어), 암스테르담, 휴스턴                                                                                      |
| UPS 항공                              | 뉴어크, 루이빌, 상하이(푸둥), 서울(인천), 시드니, 시카고(오헤어), 오사카(간사이), 온타리오, 포틀랜드, 홍콩(첵랍콕)                                                          |
| 내셔널 항공                           | 나고야(센토레아), 로스엔젤레스, 털사 |
| 노던에어 카고                         | 딩엄, 베델 |
| 린든에어 카고                         | 베델 |
| 알래스카 항공 카고                    | 시애틀(타코마), 주노 |
| 알래스카 센트럴 익스프레스            | 딩엄, 베델, 샌드포인트, 세인트조지, 세인트폴, 싯카, 아니악, 어널래스카, 일리암나, 주노, 코디악, 코르도바, 콜드베이, 킹살먼, 포트헤이든                                      |
| 에버렛 에어 카고                      | 갈레나, 놈, 딩엄, 베델, 에모낙, 코체부, 킹살먼 |
| 서던 에어                             | 신시내티, 홍콩(첵랍콕) |
| 아틀라스 항공                         | 신시내티 |
| 엠파이어 항공                         | 싯타, 주노, 케나이, 코디악, 페어뱅크스, 홈머 |
| 칼리타 에어                           | 뉴욕(JFK), 로스앤젤레스, 마이애미, 서울(인천), 시카고(오헤어), 신시내티, 인디애나폴리스, 콜럼버스, 하바롭스크, 홍콩(첵랍콕)                                                 |
| 페덱스 익스프레스                     | 괌, 광저우, 뉴어크, 도쿄(나리타), 멤피스, 오사카(간사이), 오클랜드, 인디애나폴리스, 타이페이(도원), 홍콩(첵랍콕)                                                            |
| 폴라에어 카고                         | 도쿄(나리타), 로스앤젤레스, 서울(인천), 신시내티, 싱가포르, 홍콩(첵랍콕) |
| 콴타스 프레이트 ( 아틀라스 항공 운영) | 뉴욕(JFK), 상하이(푸둥), 시드니, 시카고(오헤어) |

## 연계 교통

### 도로 교통
- 테드 스티븐스 앵커리지 국제공항에서 터미널까지 셔틀 버스는 북쪽 터미널, 남쪽 터미널에서 공항 주차장 사이에 15분 간격으로 운행하며 간이 터미널의 경우 2009년에 완공되었다.

### 철도 교통
- 테드 스티븐스 앵커리지 국제공항에서 알래스카까지 연계하는 철도는 알래스카 철도가 유일하며 알래스카를 연계한다.

## 터미널

### 남부 터미널
- 에어 캐나다, 알래스카 항공, 아메리칸 항공, 콘티넨탈 항공, 델타 항공, 프론티어 항공, 션컨트리 항공, US 에어웨이즈의 국내선 노선이 운항하고 있다.

### 북부 터미널
- 대한항공의 전세 국제선 항공편을 비롯해 일부 화물 항공사가 사용한다.

## 사건 및 사고
- 1983년 9월 1일 미국 뉴욕에 있는 존 F. 케네디 국제공항을 출발하여 앵커리지를 경유해 서울 김포국제공항로 오던 대한항공 소속 007편 여객기가 비행 중 소련 상공에서 소련 요격기의 공격을 받고 사할린 섬 서쪽에 추락해 미국 래리 맥도널드 하원 의원을 포함한 269명 탑승자 전원 사망한 사건으로 사건이 터진 후 많은 논란이 대두되었다.

## 통계
| 순위 | 목적지                 | 승객수  | 운항사                                      |
| ---- | ---------------------- | ------- | ------------------------------------------- |
| 1    | 시애틀(터코마)         | 658,000 | 알래스카 항공, 콘티넨탈 항공                |
| 2    | 페어뱅크스             | 222,000 | 알래스카 항공, 이어 알래스카                |
| 3    | 미니애폴리스(세인트폴) | 127,000 | 델타 항공, 션컨트리 항공                    |
| 4    | 포틀랜드               | 99,000  | 알래스카 항공, 콘티넨탈 항공                |
| 5    | 시카고(오헤어)         | 93,000  | 알래스카 항공, 콘티넨탈 항공, US 에어웨이즈 |
| 6    | 케나이                 | 83,000  | 이어 알래스카, 그랜드 항공                  |
| 7    | 주노                   | 71,000  | 알래스카 항공                               |
| 8    | 솔트레이크시티         | 71,000  | 델타 항공                                   |
| 9    | 코디악                 | 66,000  | 알래스카 항공, 이어 알래스카, 그랜드 항공   |
| 10   | 베델                   | 57,000  | 알래스카 항공, 이어 알래스카                |